# Westringia
Westringia es un género arbustivo de plantas con flores  perteneciente a la familia Lamiaceae, endémico de Australia. Lo integran 33 especies aceptadas de las 42 descritas.

## Descripción
Son arbustos siempreverdes de 1-2m de altura, con las ramas floríferas frecuentemente tri o cuadrangulares y sus hojas se organizan en verticilos de 3-5 por nudo, nudos muy separados entre sí. Las inflorescencias, monoflorales y aparentemente racemosas, se distribuyen en las ramas hojosas y son de implantación axilar. Las flores, bibracteóladas, son de cáliz pentafido y la corola, bilabiada, tiene los 3 lóbulos del labio inferior dirigidos hacia fuera y eventualmente recurvados hacia arriba, mientras los 2 del lóbulo superior son erectos. Son de color blanco o azulado y hasta violeta, con o sin manchas puntuales amarillas o rojas en la garganta y base de uno o más lóbulos de los labios inferiores. De los 4 estambres del androceo, los 2 inferiores son reducidos a estaminodios y los 2 superiores son fértiles, con 1 sola teca monolocúlar y el conectivo, blanco, es reducido a 2 láminas lineales y esta poco o nada extendido fuera de la inserción del filamento. El ovario, que es tetralobulado, originalmente bilocular pero luego tetralocular por el desarrollo de un falso septo, y con estilo cortamente bífido e implantado en la depresión entre los lóbulos del ovario, deriva en un fruto nuculoide esquizocárpico de 4 mericarpos, rugosos o reticulados, unisemillados.

## Taxonomía
El género fue creado por James Edward Smith y publicado en Kongliga Svenska Vetenskaps-Akademiens Nya Handlingar, ser. 2, vol. 18, p. 173-174 & TAB. VIII, fig. 2, 1797, con Westringia rosmariniformis (hoy sinónimo de Westringia fruticosa (Willd.) Druce) como especie tipo..
Etimología
Género dedicado a Johan Peter Westring (1753-1783), médico y autor botánico de nacionalidad sueca.

## Especies aceptadas
- Westringia acifolia G.R.Guerin
- Westringia amabilis B.Boivin
- Westringia angustifolia R.Br.
- Westringia blakeana B.Boivin
- Westringia brevifolia Benth.
- Westringia capitonia G.R.Guerin
- Westringia cephalantha F.Muell.
- Westringia cheelii Maiden & Betche
- Westringia crassifolia N.A.Wakef.
- Westringia cremnophila N.A.Wakef.
- Westringia dampieri R.Br.
- Westringia davidii B.J.Conn
- Westringia discipulorum S.Moore
- Westringia eremicola A.Cunn. ex Benth.
- Westringia fitzgeraldensis R.W.Davis & Jobson
- Westringia fruticosa (Willd.) Druce
- Westringia glabra R.Br.
- Westringia grandifolia F.Muell. ex Benth.
- Westringia kydrensis B.J.Conn
- Westringia longifolia R.Br.
- Westringia longepedunculata B.Boivin
- Westringia lucida B.Boivin
- Westringia lurida Gand.
- Westringia ophioglossa R.W.Davis & Jobson
- Westringia parvifolia C.T.White & W.D.Francis
- Westringia rigida R.Br.
- Westringia rubiifolia R.Br.
- Westringia rupicola S.T.Blake
- Westringia saxatilis B.J.Conn
- Westringia senifolia F.Muell.
- Westringia sericea B.Boivin
- Westringia tenuicaulis C.T.White & W.D.Francis
- Westringia viminalis B.J.Conn & Tozer[2][1][8]